# 謝別日區
56°17′N 28°29′E / 56.283°N 28.483°E
謝別日區（俄语：Себежский район），是俄羅斯的一個區，位於該國西北部，由普斯科夫州負責管轄，面積3,100平方公里，2010年人口21,674，人口密度每平方公里6.99人。